# Geraamtekust

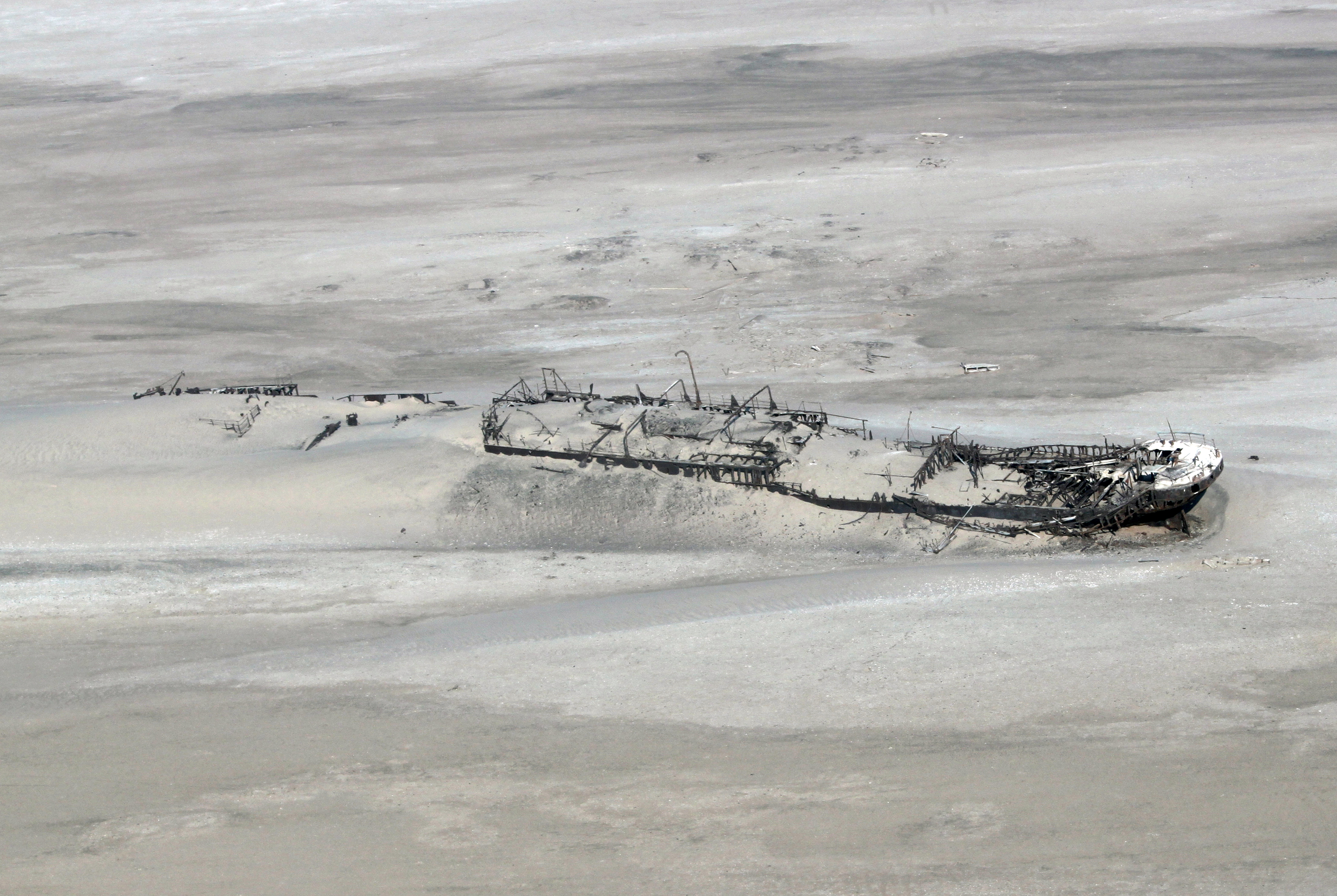
Scheepswrak aan de Geraamtekust

De Geraamtekust of Skeleton Coast is de kustlijn van de Namibwoestijn tussen de rivier de Kunene op de grens van Angola en Namibië in het noorden en Swakopmund in het zuiden. De Geraamtekust beslaat een lengte van zo'n 700 kilometer.
Geologisch gezien hoort het grootste deel van de Geraamtekust met een ouderdom tot 1,5 miljard jaar tot de oudste gesteentenformaties op aarde.
De combinatie van mist, een heftige branding en onberekenbare stromingen (de Benguelastroom) maakten de Geraamtekust van oudsher gevaarlijk voor de zeevaart, maar ook voor walvissen. In de tijd dat er nog geen gemotoriseerde scheepvaart was, was het op veel plaatsen onmogelijk om met een schip van de kust weer de zee in te komen. De Geraamtekust is bezaaid met duizenden scheepswrakken. Zeelui die de kust levend wisten te bereiken hadden in de woestijn geen kans om te overleven. De naam Skeleton Coast komt oorspronkelijk van de vele geraamten van walvissen die op de kust gezien werden. Ooit was het een bijnaam van het gebied maar tegenwoordig staat deze benaming gewoon op landkaarten aangegeven.
De zee voor de Geraamtekust is zeer rijk aan vis. Deze visrijkdom heeft aan de Geraamtekust grote kolonies Kaapse pelsrobben aangetrokken. Bij Kaap Kruis is een kolonie van 80.000 tot 200.000 robben.
Het noordelijk deel van de Geraamtekust is een nationaal park: dit Skeleton Coast Park strekt zich over 500 km uit tussen de rivieren Ugab en Kunene.